# Zhengyang (sockenhuvudort i Kina, Shaanxi, lat 34,42, long 108,92)
Zhengyang (kinesiska: 正阳, 正阳镇) är en sockenhuvudort i Kina. Den ligger i provinsen Shaanxi, i den nordvästra delen av landet, omkring 18 kilometer norr om provinshuvudstaden Xi'an. Antalet invånare är 38 051. Befolkningen består av 18 897 kvinnor och 19 154 män. Barn under 15 år utgör 13,0 %, vuxna 15-64 år 77 %, och äldre över 65 år 8,0 %.
Runt Zhengyang är det mycket tätbefolkat, med 2 521 invånare per kvadratkilometer. Närmaste större samhälle är Xi'an, 18,4 km söder om Zhengyang. Trakten runt Zhengyang består till största delen av jordbruksmark.
Genomsnittlig årsnederbörd är 669 millimeter. Den regnigaste månaden är september, med i genomsnitt 149 mm nederbörd, och den torraste är december, med 1 mm nederbörd.